# Florim das Antilhas Neerlandesas
O florim das Antilhas Neerlandesas (ANG) foi a moeda de duas (Curaçau e São Martinho) das cinco ilhas que até 2010 formaram as Antilhas Neerlandesas, onde está sendo substituído por uma nova moeda, o florim do Caribe. O florim foi substituído em 1 de janeiro de 2011 nas outras três ilhas que faziam parte das antigas Antilhas Neerlandesas, Bonaire, Saba e Santo Eustáquio, pelo dólar dos Estados Unidos. Está dividida em 100 cents ou cêntimos e, até 1986, foi também utilizada em Aruba.

## História
O florim neerlandês foi introduzido nas Antilhas Neerlandesas em 1794. Em consequência da Segunda Guerra Mundial, com o florim das Antilhas Neerlandesas sendo desligado do florim neerlandês e ligado ao dólar dos Estados Unidos em 1940. A taxa de câmbio era 1 USD = 1,85 ANG. O valor do florim das Antilhas Neerlandesas não é, portanto, totalmente igual ao florim de Aruba. Nas Antilhas Neerlandesas podia-se pagar também com dólares dos Estados Unidos.
Em Curaçau e São Martinho, foi proposta uma nova moeda, o florim caribenho, após ser paralisado por um negociações sobre o possível estabelecimento de um banco central separado para Curaçau. Em novembro de 2020, o Banco Central anunciou a introdução do florim substituto, a ser implementado em 2021, mas posteriormente foi adiado. No entanto, o lançamento da nova moeda foi adiado várias vezes. O novo florim foi finalmente lançado em 31 de março de 2025. Porém, os florins antigos ainda podem ser usados até 30 de junho de 2025.

## Moedas
Esta é uma série das últimas moedas em circulação ate 2025

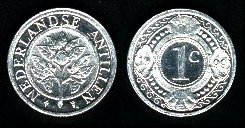
Moeda de 1 centavo
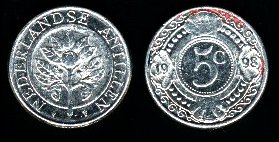
Moeda de 5 centavo
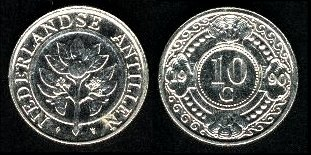
Moeda de 10 centavo
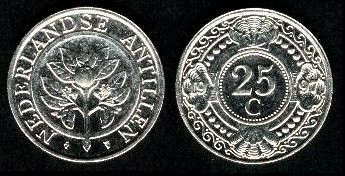
Moeda de 25 centavo

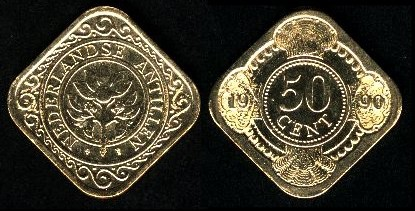
Moeda de 50 centavo
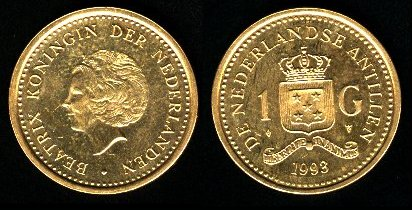
Moeda de 1 Florim
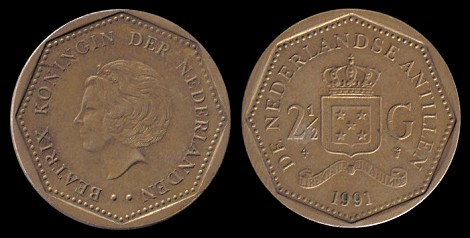
Moeda de 2½ Florins
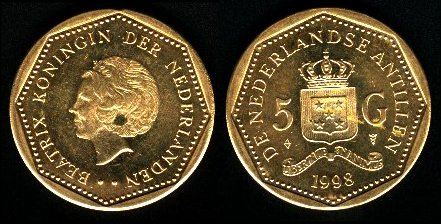
Moeda de 5 florins